# Upright Citizens
Upright Citizens war eine der ersten deutschen Punkbands mit englischen Texten. Bereits 1982 erschien die erste LP der Band aus dem Ruhrgebiet. Im gleichen Jahr traten die Bottroper als Hauptband beim ersten Gig der Toten Hosen in Bremen auf. 1985 tourten sie als erste deutsche Punkrockband sechs Wochen lang quer durch die Vereinigten Staaten. Die achtziger und beginnenden 1990er Jahre waren die erfolgreichsten in der 22-jährigen Bandgeschichte. Neben der Veröffentlichung diverser Tonträger erspielte sich Upright Citizens den Ruf eines grandiosen Live-Acts, was sie auch als „Special Guest“ von Punkgrößen wie Dead Kennedys, Bad Religion, UK Subs und vielen anderen unter Beweis stellten.
Das erste Line-up bestand aus Anton (Gesang, Gitarre), Uli (Gitarre), Crocker (Bass) und Mario (Schlagzeug). 1989 änderte sich die Besetzung und auch die musikalische Linie – mit Alex (Schlagzeug) und Chris („Mütze“; Gitarre), heute Mitglieder der Mofagang beziehungsweise bei Eisenpimmel, kamen neue Einflüsse in die Band. Die Songs veränderten sich, weg vom schnellen, politischen Hardcore-Punk hin zu einem Sound, der beiden Teilen des Wortes Punkrock gerecht wurde. Die in den folgenden Jahren veröffentlichten CDs und auch die Bühnenshow von Upright Citizens wurden in der Punkszene oftmals mit der US-amerikanischen Gruppe Social Distortion verglichen. Im Frühjahr 2003 gab Upright Citizens ihr letztes Konzert an Bord eines gecharterten Ausflugsdampfers auf dem Rhein.
Im April 2022 gab es vereinzelte Aktivitäten der Band, so ein Konzert in Essen.

## Diskografie

### Alben
- Bombs of Peace Mini-LP, H'Art Records 1982
- Make the Future Mine and Yours LP, H'Art Records 1983
- Facts and Views EP, Skvaller Records (Schweden) 1985
- Open Eyes, Open Ears, Brains to Think and a Mouth to Speak LP, UC Records 1985
- Kiss Me Now Mini-LP, UC Records, 1986
- Farewell EP, UC Records 1988
- I Got the Hometown Blues EP, UC Records 1991
- Underground CD-EP 1994
- Colour Your Life, CD Impact Records 1995

### Sampler
- "Fuck the Army" auf "H’Artcore", LP, H'Art Records 1981
- "Gift to Europe" und "Stand up" auf "Keine Experimente!", LP, Weird System 1983
- "Facts and Views" auf "We Don't Want Your Fucking Law", LP, Motarhate (UK) 1984
- "Swastika Rats" auf "Peace / War", Doppel-LP, R-Radical Records (UK) 1984
- "Stand Up" auf "1984", LP, New Wave Records (UK) 1984
- "Swastika Rats" und "Stormy Monday" auf "Beating the Meat", LP, X-Centric Records (UK) 1985
- "Stand Up" auf "U-Boats Attack America", LP, Weird System 1986